# Andréi Andréiev (actor)
Andréi Ígorevich Andréiev (en ruso: Андрей Игоревич Андреев; Moscú, 18 de octubre de 2010) es un actor infantil ruso. Es principalmente conocido por su papel protagonista como Serguéi Aleshkov en la película Soldatik (2019).

## Biografía

### Infancia
Andréi Andréiev nació el 18 de octubre de 2010 en Moscú, en el seno de una familia de gran tradición militar. Asistió a la Escuela Central de Música del Conservatorio de Moscú.

### Carrera
Andréiev ingresó en el Gran coro infantil en 2015. Un año después, sus padres lo inscribieron en el Young Actor's Musical Theatre. Allí, se convirtió en miembro de la compañía de teatro y pronto comenzó a desempeñar papeles principales en diferentes representaciones. Su primer papel importante en una obra de teatro fue como Vasya en «In the Nursery» (В детской).
En 2019, fue elegido para interpretar el papel del joven soldado Serguéi Aleshkov en la película Soldatik. Andréiev, quien en ese momento apenas tenía cinco años, superó a más de 400 niños aspirantes para obtener el papel. Según la directora de la película Viktoria Fanasiutina, Andréiev impresionó a los actores presentes mucho mayores que él después de corregir todos los micrófonos en el set de rodaje de la película. Además para el casting,  memorizó todo el guion de más de 100 páginas de la película, a pesar de que se le pidió que recordara solo una o dos escenas de la película. También logró mantener el tamaño de su cuerpo después de que el director de la película anunciara que se había pospuesto el rodaje de la película. Obtuvo varios premios y galardones en festivales de cine por su actuación en la película.
Su actuación en la película le consiguió algunos papeles en otras películas. Así tuvo un papel en el melodrama Schaste - eto... 2 así como en la película de comedia romántica Batya. Interpretó a Chuk en película Chuk y Guek, basada en el cuento ruso del mismo título de 1939 escrito por el escritor infantil soviético Arkadi Gaidar.
Además de su faceta de actor y cantante de coro, también compite en patinaje artístico. Quedó el tercero en una competencia de patinaje artístico juvenil en el 2019.

## Filmografía
| Año  | Título original                     | Título en español         | Papel            | Notas                                 | Ref.  |
| ---- | ----------------------------------- | ------------------------- | ---------------- | ------------------------------------- | ----- |
| 2019 | Soldatik                            | El pequeño soldado        | Serguéi Aleshkov | su primer papel en el cine            | [ 5 ] |
| 2019 | Schaste - eto... 2                  | La felicidad es... 2      | Lyosha           |                                       | [ 6 ] |
| 2021 | Batya                               | Papá                      | Maksim (joven)   |                                       | [ 7 ] |
| 2021 | Yablonya                            | Manzana                   | Seryozha         | Cortometraje                          |       |
| 2022 | Barmaley                            | Cebada                    | Vanya            |                                       |       |
| 2022 | Chuk i Gek. Bolshoye priklyucheniye | Chuk y Gek: gran aventura | Chuk             | Basado en Chuk y Gek de Arkadi Gaidar |       |
| 2024 | Moyo sobache delo                   | Es mi maldito negocio     | Seryozha         |                                       |       |